# Weg naar Zee
Weg naar Zee es uno de los doce ressorts, o en neerlandés ressort, en los que se divide el distrito de Paramaribo en Surinam, ubicado en el extremo noroeste del distrito.
Limita al norte con el océano Atlántico, al este con el ressort de Munder, al sur con el ressort de Welgelegen y al oeste con el distrito de Wanica.
En 2004, Weg naar Zee, según cifras de la Oficina Central de Asuntos Civiles tenía 13 172 habitantes.